# Olaf IV de Norvège
Olaf IV Magnusson, né en 1099 et mort en 1115, est co-roi de Norvège de 1103-1115. 

## Biographie
Olaf Magnusson est le fils illégitime du roi Magnus III Barfotr et d'une certaine Sigrid Saxesdatter.
Après la mort de son père, âgé de seulement 4 ou 5 ans, il règne nominalement dans la région ouest de la Norvège avec l'accord de ses deux frères aînés Sigurd Jorsalfar et  Eystein Magnusson. Il meurt le 22 décembre 1115 sans laisser de descendance.
Contrairement à ses frères il n'a pas été couronné à Trondheim selon la coutume depuis la christianisation de la Norvège, sans doute en raison de son jeune âge. Ceci explique que la numérotation "Olaf IV" ait été reprise pour Olaf IV Hàkonsson (1380-1387), fils et successeur du roi Hàkon VI. Au XXe siècle, le roi Olaf V Hàkonsson (1957-1991) portait bien le  numéro "V".

## Source
- (en) Cet article est partiellement ou en totalité issu de l’article de Wikipédia en anglais intitulé « Olaf Magnusson of Norway » (voir la liste des auteurs).
- Heimskringla de Snorri Sturluson
- (en) Sagas of the Norse Kings Publié par Read Books, 2008  (ISBN 1443738247). Livre XIII « The sons of Magnus » p. 276-319.
- (no) Knut Peter Lyche Arstad, « Olaf Magnusson », Norsk biografisk leksikon, consulté le 5 octobre 2013.